# 小行星3655
小行星3655（3655 Eupraksia）是一颗绕太阳运转的小行星，为主小行星带小行星。该小行星于1978年9月26日发现。

## 轨道参数
小行星3655的轨道半长轴为3.9996686 UA，离心率为0.206。